# コテッジグローブ (ミネソタ州)
コテッジグローブ（Cottage Grove）は、アメリカ合衆国ミネソタ州のワシントン郡にある都市。人口は3万8839人（2020年）。州都セントポールの南東18キロメートルに位置しており、ミネアポリス・セントポール都市圏に含まれる。ミシシッピ川北岸にある。

## 交通
アメリカ国道61号線でセントポールと連絡しており、車での移動に便利な都市である。鉄道も通るが貨物線である。アムトラックの列車を利用する場合、ユニオン駅 (セントポール)まで行く必要がある。

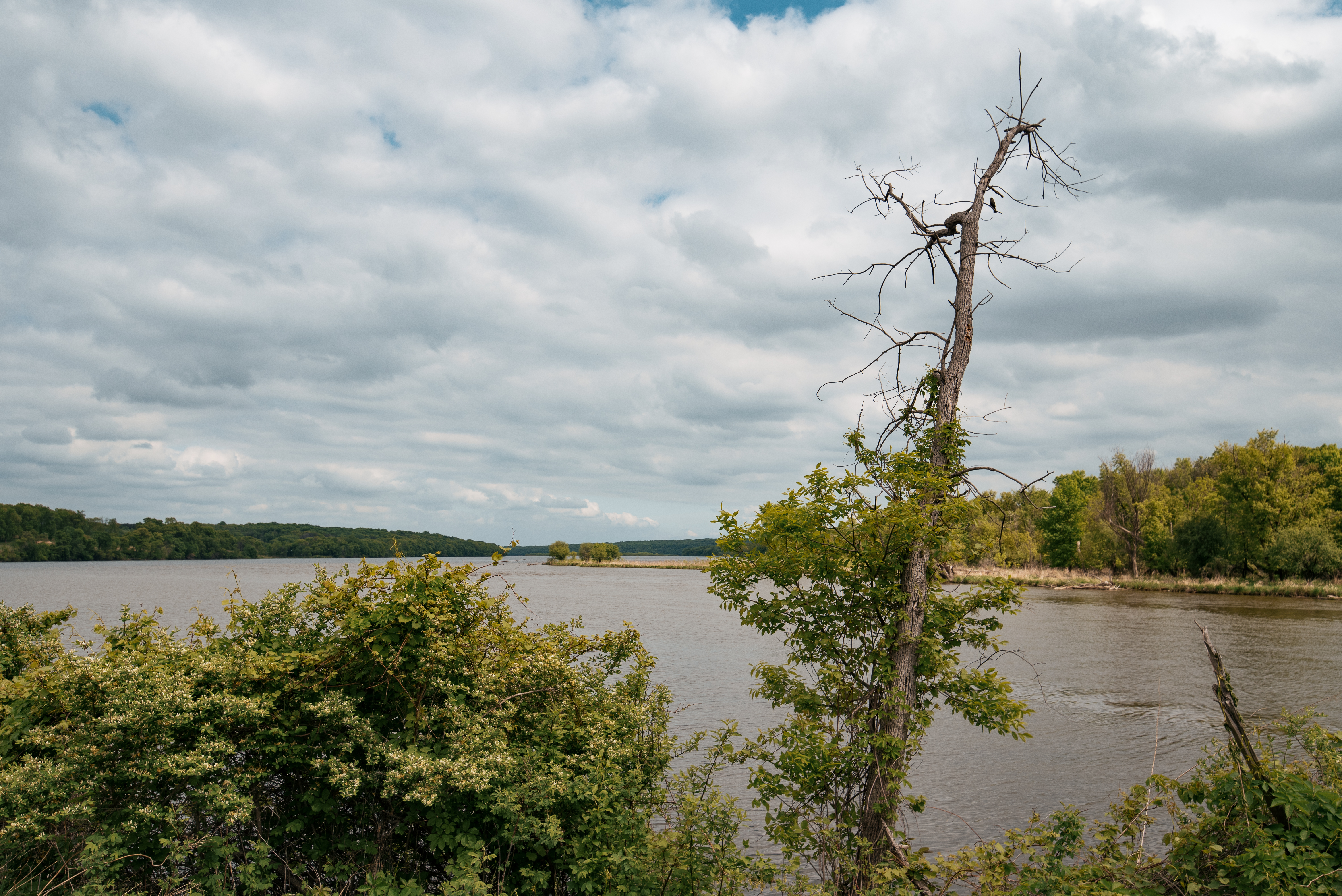
ムーアズ湖